# Petit Thérain
Der Petit Thérain (deutsch: Kleiner Thérain) ist ein Fluss in Frankreich, der im Département Oise in der Region Hauts-de-France verläuft. Er entspringt im Gemeindegebiet von Omécourt, entwässert generell in südöstlicher Richtung und mündet nach rund 21 Kilometern im Gemeindegebiet von Milly-sur-Thérain als linker Nebenfluss in den Thérain.
In Marseille-en-Beauvaisis nimmt der Petit Thérain den 2,3 Kilometer langen Bach Herboval, in Saint-Omer-en-Chaussée den Bach Herperie als linke Zuflüsse auf.

## Orte am Fluss

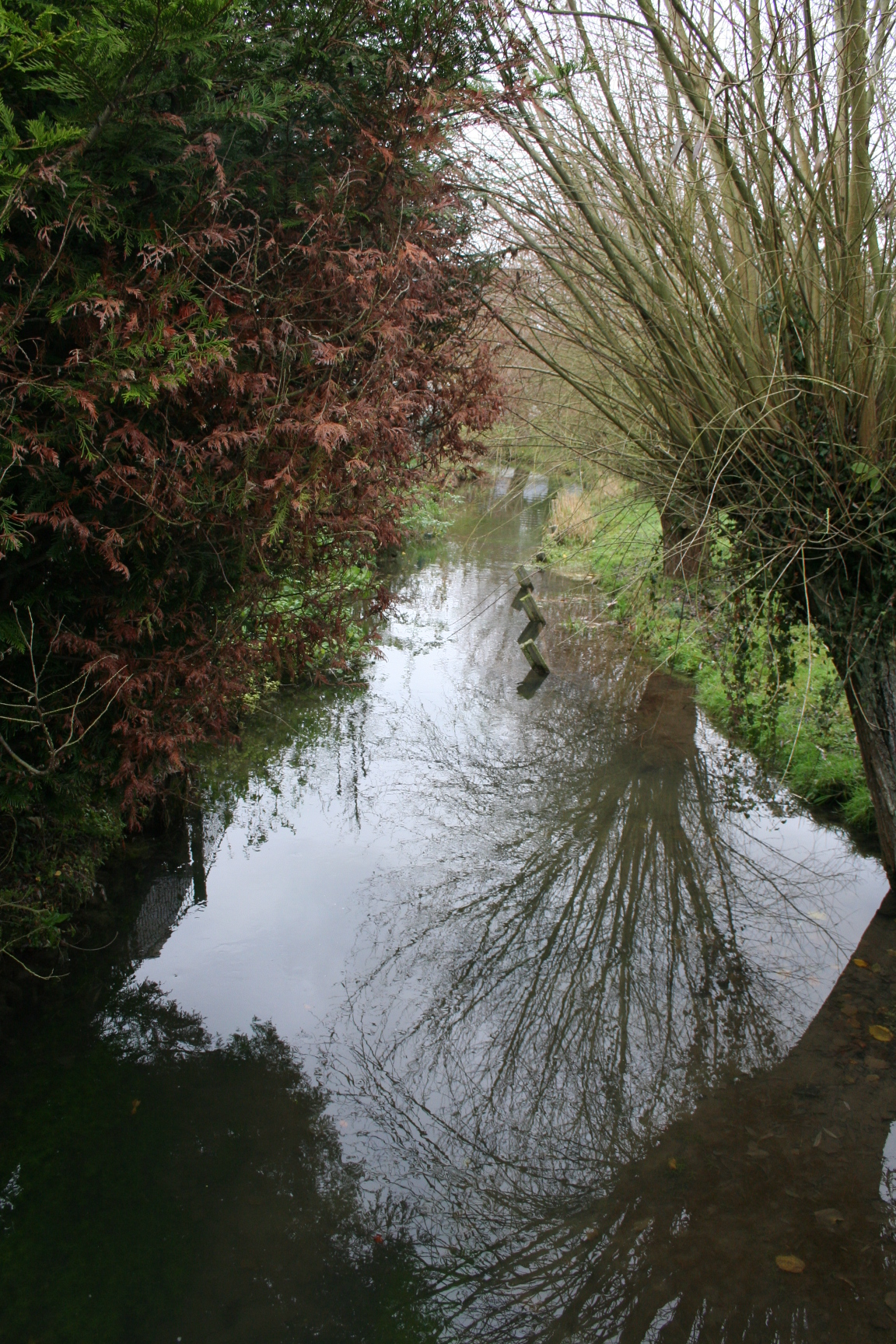
Der Petit Thérain in Roy-Boissy

- Omécourt
- Saint-Deniscourt
- Thérines
- Roy-Boissy
- Marseille-en-Beauvaisis
- Achy
- Saint-Omer-en-Chaussée
- Milly-sur-Thérain

## Sehenswürdigkeiten
Im Tal des Petit Thérain stehen in verhältnismäßig geringem Abstand die Bauten von zwei mittelalterlichen Zisterzienserklöstern: Lannoy und Beaupré.